# دايتون كالي
دايتون كالي (بالإنجليزية: Dayton Callie) هو ممثل وكاتب سيناريو أمريكي بدأ مسيرته الفنية سنة 1984. من أبرز الأعمال التي شارك فيها أبناء الفوضى.

## الأعمال

### أفلام
- بركان (1997)

### مسلسلات
| السنة | العمل                                  | الدور        |
| ----- | -------------------------------------- | ------------ |
| 1990  | الجميلة والوحش                         |              |
| 1990  | فالكون كريست                           |              |
| 1990  | آلام النمو                             | أوتيس        |
| 1993  | ميرفي براون                            |              |
| 1994  | المربية                                |              |
| 1995  | إن واي بي دي بلو                       |              |
| 1998  | ساينفيلد                               |              |
| 1999  | إن واي بي دي بلو                       |              |
| 2000  | بيكر                                   | ليو أرنولد   |
| 2000  | ذا براكتيس                             |              |
| 2001  | روزويل                                 |              |
| 2002  | ممسوس بملاك                            |              |
| 2002  | بورت شارلز                             |              |
| 2003  | سي إس آي: ميامي                        |              |
| 2003  | القاضية إيمي                           |              |
| 2006  | سي اس آي: التحقيق في موقع الجريمة      | إيرني ديل    |
| 2008  | أبناء الفوضى                           |              |
| 2009  | الوحدة                                 |              |
| 2013  | آرشر                                   |              |
| 2014  | القانون والنظام: الوحدة الخاصة للضحايا |              |
| 2016  | اخشوا الموتى السائرون                  | جيرمياه أوتو |

### ألعاب فيديو
- لفت 4 ديد 2 (2009)

## روابط خارجية
- دايتون كالي على موقع IMDb (الإنجليزية)
- دايتون كالي على موقع ألو سيني (الفرنسية)
- دايتون كالي على موقع ميوزك برينز (الإنجليزية)
- دايتون كالي على موقع أول موفي (الإنجليزية)
- دايتون كالي على موقع ديسكوغز (الإنجليزية)
- دايتون كالي على موقع قاعدة بيانات الفيلم (الإنجليزية)
- دايتون كالي على موقع كينوبويسك (الروسية)